# Тренчинска Тјепла
Тренчинска Тјепла (слч. Trenčianska Teplá) насељено је мјесто са административним статусом сеоске општине (слч. obec) у округу Тренчин, у Тренчинском крају, Словачка Република.

## Становништво
| Година:    | 1994. | 2004.   | 2014.   | 2024.   |
| ---------- | ----- | ------- | ------- | ------- |
| Број људи: | 3750  | 3933    | 4192    | 4162    |
| Разлика:   |       | +4,88 % | +6,58 % | -0,71 % |

| Година:    | 2023. | 2024.   |
| ---------- | ----- | ------- |
| Број људи: | 4190  | 4162    |
| Разлика:   |       | -0,66 % |

Према подацима о броју становника из 2024. године насеље је имало 4162 становника.